# Rapolano Terme
Rapolano Terme és un municipi situat al territori de la província de Siena, a la regió de la Toscana, (Itàlia).
Des de l'any 1949 es va simplificar el nom i s'anomena només com Rapolano.
Rapolano Terme limita amb els municipis d'Asciano, Bucine, Castelnuovo Berardenga, Lucignano, Monte San Savino, Sinalunga i Trequanda.